# Albina Rrahmani
Albina Rrahmani (Pristina, 24 febbraio 1989) è un'allenatrice di calcio ed ex calciatrice albanese, di ruolo difensore, selezionatrice della nazionale kosovara under 19.
Nei suoi quasi vent'anni di carriera ha giocato sia nel campionato kosovaro che in quello albanese, raccogliendo trofei in entrambi, con il Kosova e Prishtinës nei primo e con il Vllaznia nel secondo, club nel quale ha giocato la sua ultima stagione prima del ritiro dal calcio giocato. Dal 2013 al 2020 ha inoltre indossato la maglia della nazionale albanese, della quale è anche capitano.

## Carriera
Nata a Pristina, nel 1989, allora parte della Repubblica Federale di Jugoslavia, figlia di due albanesi del Kosovo, Rrahmani si appassiona al calcio fin da giovanissima, crescendo con la famiglia in una casa privata in un quartiere periferico della città. Non avendo opportunità di giocare con altre ragazze passa i primi anni a giocare, amatorialmente, con i ragazzini, gli amici di pari età. In quegli anni le opportunità di iscriversi a una società che avesse una squadra femminile erano quasi nulle, tuttavia, nell'ottobre 2002, apprende dai compagni di scuola che una società di calcio femminile, chiamata "Kosova e Prishtinë", era appena stata fondata e che era alla ricerca di ragazze per crearne l'organico. Rrahmani, allora tredicenne, coglie l'opportunità decidendo di tesserarsi per il club, diventando così la prima calciatrice mai iscritta in Kosovo.

### Calciatrice

#### Club
Rimane legata alla Kosova e Prishtinë per 10 anni, giocando nell'allora non ufficiale campionato kosovaro femminile di calcio fino all'istituzione, nel settembre 2010, della Liga e Femrave, divenuto massimo livello nazionale di categoria pur se ancora non riconosciuto dalla FIFA, riconoscimento che avverrà solamente nel 2016.
Nell'estate 2012 decide di trasferirsi in Albania per affrontare il suo primo campionato estero, oltre che ufficiale, il Kampionati Kombëtar i Futbollit Femra, massimo divello della piramide di categoria nazionale, sottoscrivendo un accordo con il Juban Danja, società con sede nei dintorni di Scutari. Qui rimane una sola stagione, trasferendosi dall'estate 2013 al Vllaznia di Scutari, squadra neoistituita assorbendo la gran parte dell'organico dell'Ada Velipojë, campionesse in carica, che però la società di appartenenza decide di dissolvere prima dell'inizio della stagione. Rrahmani veste la maglia della squadra che rileva nelle prestazioni di rilievo l'Ada, affermandosi come leader di campionato e Coppa d'Albania ottenendo il double nei due tornei per tre volte consecutive, risultati che vedono premiare anche Rrahmani seppur costretta da un grave infortunio, la rottura di un legamento crociato, a disertare il terreno di gioco per tutta la stagione 2013-2014. Grazie a questi risultati la squadra ottiene anche l'accesso alla UEFA Women's Champions League, dove Rrahmani fa il suo debutto il 9 agosto 2014 nella fase preliminare della stagione 2014-2015, scendendo in campo da titolare nel vittorioso incontro per 2-1 con le faroesi del KÍ Klaksvík, partita che stabilisce anche il primato della prima vittoria di una squadra albanese nel torneo UEFA..
Al successivo calciomercato estivo si trasferisce allo Skënderbeu, tuttavia ancora problemi fisici la costringono a disertare quasi tutta la stagione, marcando solo 3 presenze nel campionato 2015-2016 e siglando, nell'ultimo incontro, la rete che in piena zona Cesarini ottiene il pareggio per 1-1 con le avversarie del Tirana AS.
Tornata al Vllaznia, Rrahmani rimane per un'altra stagione e mezza, incamerando in bacheca il terzo double campionato-coppa al termine della stagione 2017-2018, e dopo aver iniziato la stagione successiva con il club di Scutari nel dicembre annuncia il suo trasferimento al Morön BK, squadra che affronta il campionato di Elitettan 2019, secondo livello del campionato svedese femminile di calcio, da neopromossa. Nella sua nuova avventura scandinava matura 19 presenze su 26 partite di campionato, siglando anche una rete il 6 giugno di quell'anno, quella che al 50' porta il parziale sul 2-1 nell'incontro in trasferta con l'AIK, partita poi vinta dalle padrone di casa per 4-2, contribuendo a far raggiungere alla sua squadra l'8º posto e la conseguente salvezza.
Al termine della stagione fa ritorno per la terza volta in carriera al Vllaznia, giocando con la maglia rossoblu della società la seconda parte della stagione 2019-2020 e ottenendo il suo quarto double campionato-coppa. Qui finisce anche la sua carriera, giocando l'ultima stagione e conquistando nuovamente entrambi i trofei nazionali prima di decidere di lasciare il calcio giocato.

#### Nazionale
Rrahmani viene convocata per la prima volta nella nazionale maggiore nel 2013, chiamata dall'allora commissario tecnico Altin Rraklli in occasione delle qualificazioni della zona UEFA per il Mondiale del Canada 2015, facendo il suo esordio il 4 aprile 2013, durante la prima partita del gruppo 1 del turno preliminare e dove l'Albania pareggia con Malta per 1-1. Dopo quel primo incontro Rraklli continua a darle fiducia, convocandola regolarmente in altre 11 occasioni dopo che la sua nazionale riesce a ottenere l'accesso alla fase a gironi, nel gruppo 5, dove però il divario tecnico con le avversarie la fanno concludere all'ultimo posto fallendo la qualificazione. Durante quest'ultima fase realizza anche la sua prima rete in nazionale, il 10 aprile 2014, l'unica siglata dall'Albania nella pesante sconfitta per 10-1 con i Paesi Bassi. In seguito Rraklli le rinnova la fiducia, convocandola con regolarità alle successive qualificazioni per l'Europeo dei Paesi Bassi 2017, dove marca 4 presenze, così come i successivi CT per il Mondiale di Francia 2019, 11 presenze, e per l'Europeo di Inghilterra 2022, marcando complessivamente 35 presenze e fallendo in ogni occasione l'accesso alla fase finale.

### Allenatrice
Dopo il ritiro, dal 2022 Rrahmani inizia a collaborare con la Federcalcio kosovara in iniziative legate allo sviluppo del calcio femminile in Kosovo, per poi assumere dall'anno successivo l'incarico di selezionatrice della formazione femminile under 16 e della nazionale kosovara under 19 che disputa le qualificazioni all'Europeo del Belgio 2023 che dopo la sconfitta con le pari età dell'Irlanda del Nord fallisce l'accesso alla fase finale, e per quell'edizione alla Lega A ma non alla successiva del 2024 a discapito di Israele.

## Palmarès

### Club
- Campionato kosovaro: 2

Kosova: 2010-2011, 2011-2012
- Campionato albanese: 4

Vllaznia: 2013-2014, 2014-2015, 2017-2018, 2020-2021
- Coppa d'Albania: 4

Vllaznia: 2013-2014, 2014-2015, 2017-2018, 2020-2021